# マリちゃん危機一髪
『マリちゃん危機一髪』（マリちゃんききいっぱつ、英: Mari-chan's Close Call）は、1983年2月にエニックス（現スクウェア・エニックス）から発売されたアダルトゲームである。

## 制作
制作者は永井豪とすがやみつるの弟子であり、ダイナミックプロに所属する漫画家の槙村ただしである。槙村が以前に制作した九十九電機によるアダルトゲーム『野球拳』のリリース後に反響があったことを受け、エニックスが槙村に本作の制作を依頼した。槙村が単独で本作の作画やプログラミングを担当している。対応機種はFM-7/8、PC-8801、パソピア7の3種で、カセットテープ媒体は3,600円、ディスク媒体は5,800円で販売された。テープ媒体では作中に登場するマリちゃん（名前はマリコ）に制作当時女子高生であった槙村の従姉妹が声を当てており、クレジットにも名前が明記されている。マリちゃんはこの従姉妹を元に制作されたとされている。本作はアダルトゲームではあるが、販売当時、規制の対象とはなっていない。ゲームのパッケージは永井のアシスタントが作画を手掛けている。なお、槙村は本作以外にも『女子寮パニック』・『エルドラド伝奇』といったアダルトゲームをエニックスから発表している。
ゲームは8色のカラーグラフィックを使用できるプラットフォームで開発されたが、当時はデジタル環境下で絵を描く技術が存在しなかった。そのため、透明のフィルムなどに原画をトレースし、それをモニタに装着した状態でプログラミング言語のBASICを用いて線を描画していき囲われた部分を塗りつぶしていく手法がとられた。この手法は本作や初期に制作されたアドベンチャーゲームで普遍的に用いられていたが、グラデーションや影の表現が出来ない点・塗りつぶすためには必ず線を閉じる必要がある点で劣っていた。

## ゲーム内容
ゲームジャンルはアドベンチャーに分類される。最初に、プレイヤーの彼女という設定の女子高生・マリちゃんは、彼女に振られたストーカーによって誘拐されてしまう。そこへプレイヤーが運要素が100%のじゃんけんで救出する内容となっていた。F1からF3のキーに対しグー・チョキ・パーが割り当てられており、プレイヤーはこれらのキーを使って操作するが、あいこでゲームを進めることは出来ない。本作では九十九電機の『野球拳』と同様のゲームシステムが採用されている。
本作は5つのステージで構成され、一定の回数勝利すればマリちゃんを救うことに成功し、その度にマリちゃんが服を1枚ずつ脱いでいく。一方、救出に失敗した場合、マリちゃんは刺殺や感電死、溺死、爆死といった様々な死に方でゲームオーバーとなり、マリちゃんが写った遺影に線香が添えられたイラストが表示される。ゲームを進めていくと最後にはマリちゃんの服を脱がせるために彼女と直接対決するが、マリちゃんのパンティを脱がすと股間に「プログラムエラー ノタメ コノブブンハ カケマセン！」と規制が入る。服を脱いでいくマリちゃんの絵は立ち絵1枚のみとなっている。

## 批評・反響
本作はエニックス主催の「第1回ゲーム・ホビープログラムコンテスト」の優秀プログラム賞を受賞している。このコンテストは1982年に実施され、入賞作品13作をまとめて翌年に発売させている。本コンテストでは最優秀作が1作品、優秀作が2作品、入選作が10作品それぞれ選出された。ビデオゲームを取り扱うウェブサイト「IGN JAPAN」でも1983年のゲーム・オブ・ザイヤーとしてIGN JAPAN編集部の歐陽宇亮が本作を選出し、「ちょっとエッチな野球拳は80年代の一大ゲームジャンルと言っても過言ではないが、中でも（中略）異彩を放っている」と述べ、上記コンテストで優秀賞を受賞したことも頷ける内容と称賛した。とりわけ、ゲームオーバー時にマリちゃんが死ぬシステムについては「緊張感はなく純粋に楽しいのもポイントが高い」とした一方で、アダルトな内容は付随的と評している。
そのほかにも本作は様々なゲーム誌や批評家からの賛否両論の声がある。ゲーム発売から2年後に出版された『アソコン』では総合評価として5段階中の3が付けられている。アダルトゲームを批評する書籍『超エロゲー』の著者である多根清史は、本作に登場するマリちゃんが様々な危機に見舞われることを踏まえて「中身は『危機一髪』の名前に恥じない」とした。さらに構成要素についてはテキストのセンスを肯定的に評価した一方、アダルトな内容は弱いと批評した。パソコンゲーム誌の編集者である前田尋之は著書『ぼくたちの美少女ゲーム クロニクル』の中で「ゲーム内の状況設定は奇抜」とし、さらにマリちゃんの奇妙なポーズや死ぬ頻度の高さを特筆して「シュールさが面白い作品」と述べた。前田尋之の公式サイト「電脳世界のひみつ基地」においてライターの松田は、ゲームの中で命がけで行われるじゃんけんが「まるで（中略）闇のゲームみたい」とし、勝った時の報酬が服一枚の立ち絵である点に不満を示したが、総じて「シュールでブラックな笑いを誘う」作品と評した。アダルトゲームの歴史についてまとめた『エロゲー文化研究概論 増補改訂版』の中で著者の宮本直毅は、テープ版は音声が付いているため読み込みが遅く「プレイに独特の間が生じるのは当時らしい風情」だと述べ、プロの声優を起用しなかった点については「家内制の空気がありありな一作」と言及した。漫画家のJ・さいろーは雑誌『BugBug』の「懐かし美少女ゲームコラム」にて、ヒロインのマリちゃんはPCゲームで初めて登場したつり目のキャラクターではないかと指摘しており、キャラクターの衣装や姿勢については懐疑的なコメントを残している。特に流血を伴う過激な演出などはエニックスの「キテレツ路線」であると言及した上で総じて「怪作」と表現した。